# Campeonato Chileno de Futebol de 1962 - Segunda Divisão
O Campeonato Chileno de Futebol de Segunda Divisão de 1962 foi a 11ª edição do campeonato do futebol do Chile, segunda divisão, no formato "Primera B". Em turno e returno os 12 clubes jogam todos contra todos. O Campeão é promovido para o Campeonato Chileno de Futebol de 1963. O último colocado iria para as Associações de Origem de Futebol do Chile - nível local, mas o campeonato foi expandido para 14 clubes e o descenso foi suspendido.

## Participantes
| Equipe                                                | Cidade       | Região                  | No ano anterior                                        | Estádio                                               | Capacidade | Títulos        | Participações |
| ----------------------------------------------------- | ------------ | ----------------------- | ------------------------------------------------------ | ----------------------------------------------------- | ---------- | -------------- | ------------- |
| Club Deportivo Trasandino de Los Andes                | Los Andes    | Província de Aconcágua  | Terceiro Lugar                                         | Estádio Regional de Los Andes                         | 2.500      | 0 (não possui) | 11            |
| Club de Deportes de la Universidad Técnica del Estado | Santiago     | Província de Santiago   | Sétimo Lugar                                           | Estádio da Universidad Técnica del Estado             | 3.000      | 0 (não possui) | 9             |
| Club Deportivo San Bernardo Central                   | San Bernardo | Província de Santiago   | Décimo Primeiro Lugar                                  | Estádio Maestranza                                    | 4.000      | 0 (não possui) | 7             |
| Deportes Iberia                                       | Los Ángeles  | Provincia de Biobío     | Décimo Segundo Lugar                                   | Estádio Municipal de Los Ángeles                      | 5.000      | 0 (não possui) | 7             |
| Colchagua Club de Deportes                            | San Fernando | Província de Colchagua  | Nono Lugar                                             | Estádio Municipal Jorge Silva Valenzuela              | 5.900      | 0 (não possui) | 6             |
| Club de Deportes Coquimbo Unido                       | Coquimbo     | Província de Coquimbo   | Oitavo Lugar                                           | Estádio La Pampilla                                   | ---        | 0 (não possui) | 4             |
| Club de Deportes Ñublense                             | Chillán      | Província de Ñuble      | Quarto Lugar                                           | Estádio Bicentenário Municipal Nelson Oyarzún         | 12.000     | 0 (não possui) | 4             |
| Club Deportivo Lister Rossel                          | Linares      | Província de Linares    | Décimo Lugar                                           | Estádio Fiscal de Linares                             | 7.000      | 0 (não possui) | 3             |
| Club Deportivo Luis Cruz Martínez                     | Curicó       | Província de Curicó     | Acesso pelas Associações de Origem de Futebol do Chile | Estádio ANFA Luis H. Álvarez                          | 1.000      | 0 (não possui) | 1             |
| Club Deportivo Municipal de Santiago                  | Santiago     | Província de Santiago   | Acesso pelas Associações de Origem de Futebol do Chile | Estádio Militar                                       | 13.500     | 0 (não possui) | 1             |
| Club Social y Deportivo San Antonio Unido             | San Antonio  | Província de Valparaíso | Acesso pelas Associações de Origem de Futebol do Chile | Estádio Municipal Doctor Olegario Henríquez Escalante | 2.000      | 0 (não possui) | 1             |
| Club Deportivo Valparaíso Ferroviarios                | Valparaíso   | Província de Valparaíso | Acesso pelas Associações de Origem de Futebol do Chile | Estádio Ferroviário Fernando Gualda Palma             | 9.500      | 0 (não possui) | 1             |

## Campeão
| Campeão Chileno Segunda Divisão 1962                           |
| -------------------------------------------------------------- |
| Club de Deportes Coquimbo Unido (Coquimbo) (1º título) Campeão |